# جورج باركس
جورج باركس (بالإنجليزية: George Parks)‏ هو عسكري أمريكي، (ولد في سكنيكتادي في الولايات المتحدة 1823  م).